# 田村町田母神
田村町田母神（たむらまち たもがみ）は、福島県郡山市の大字である。郵便番号は963-1243。

## 地理
郡山市南東部の田村地区に属する。西で田村町糠塚、北で中田町中津川、北東で田村郡小野町浮金、東で小野町小野山神、小野町雁股田、南で石川郡平田村蓬田新田とそれぞれ隣接する。概ね町村制施行以前の田村郡田母神村の流れを汲む地域である。一級水系阿武隈川水系谷田川上流域を主な範囲とする。域内のほとんどを山林が占め、川に沿った谷あいの平地に田畑が広がる。国道49号と福島県道13号小野田母神線交点周辺の平野部に中心集落が位置し、街道に沿い集落が点在する。田村町田母神に所在する郡山警察署二瀬駐在所及び田村町岩作に所在する郡山消防署田村分署がそれぞれ管轄にあたる。

### 主な字
字
- 姉屋
- 七曲
- 北向
- 平内
- 富永
- 黒森
- 闇沢

- 石休場
- 段ノ下
- 新屋敷
- 松ノ木
- 下堀ノ内
- 作ノ入
- 宮ノ前

- 古作
- 南ノ内
- 中井
- 上宮ノ前
- 堀ノ内
- 黒甫
- 赤坂

- 矢内作
- 以市
- 柿ノ木
- 馬場
- 馬場下
- 馬場入

### 河川・湖沼
一級水系阿武隈川水系
- 谷田川

## 歴史
- 1879年1月27日 - 笠間藩領田母神村が福島県内における郡区町村制の施行により田村郡の村となる。
- 1889年4月1日 - 町村制の施行により田母神村が糠塚村、川曲村、栃山神村、栃本村、上道渡村、下道渡村、谷田川村と合併し田村郡二瀬村が発足する。旧田母神村域は二瀬村の大字となる。
- 1955年3月1日 - 二瀬村が田村町と合併し、田村町の大字となる。
- 1965年5月1日 - 田村町が郡山市、安積郡富久山町、日和田町、熱海町、安積町、喜久田村、逢瀬村、片平村、三穂田村、湖南村と合併し新たな郡山市が設立され、郡山市の大字となる。

## 世帯数と人口
2024年1月1日現在の世帯数と人口は以下の通りである。
| 大字         | 世帯数  | 人口  |
| ------------ | ------- | ----- |
| 田村町田母神 | 182世帯 | 424人 |

## 小・中学校の学区
市立小・中学校に通う場合、学区は以下の通りとなる。
| 番地 | 小学校               | 中学校             |
| ---- | -------------------- | ------------------ |
| 全域 | 郡山市立谷田川小学校 | 郡山市立守山中学校 |

## 交通

### 道路
- 国道49号
- 福島県道13号小野田母神線
- 一級市道68号田母神柳橋線

## 施設
- 旧郡山市立田母神小学校跡
- 田村地域交流センター
- 荒神館跡
- 古作の桜
- モトパークHRT
- 菅船神社
  - 菅船神社の枝垂れ桜